# Международный фестиваль университетского спорта
Международный фестиваль университетского спорта 2023 года — международное спортивное мероприятие, которое проходило с 19 по 31 августа 2023 года в Екатеринбурге (Россия) в котором участвовали спортсмены из 36 стран. Изначально в Екатеринбурге планировалось провести XXXII Всемирную летнюю Универсиаду, но она была отложена FISU на неопределённое время из-за российского вторжения на Украину.

## Предыстория

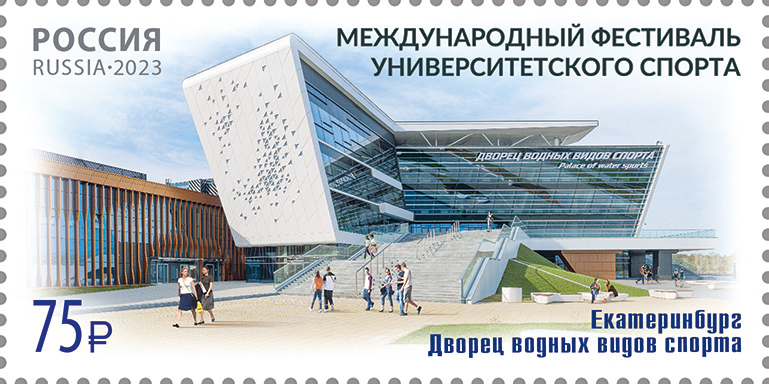
Почтовая марка России, 2023 год

Изначально планировалось проведение XXXII Всемирной летней Универсиады с 7 по 19 августа 2023 года, однако в апреле 2022 года из-за вторжения России на Украину исполнительный комитет Международной федерации университетского спорта (FISU) принял решение отложить право Екатеринбурга на проведение игр. Руководитель дирекции соревнований Александр Чернов заявил, что это не перенос из Екатеринбурга, это перенос на более поздний срок, который будет определён в ноябре 2022. Спортивные объекты будут обязательно вовремя построены и введены в эксплуатацию, а компания-генподрядчик «Синара-Девелопмент» выполнит взятые на себя обязательства, условия всех 14 госконтрактов будут соблюдены неукоснительно. В мае 2022 года FISU приняла решение провести в 2023 году Летнюю Универсиаду 2021 в китайском Чэнду, которая ранее неоднократно откладывалась.
1 июня 2022 Минспорт РФ сообщил, что прорабатывает формат соревнований для студентов в Екатеринбурге в 2023 году.
17 октября 2022 года распоряжением № 345-рп было утверждено проведение в 2022 и 2023 годах, российско-китайского сотрудничества в области физической культуры и спорта, в рамках которых предусматривается проведение в г. Екатеринбурге Международного фестиваля университетского спорта с участием университетских команд из государств — участников БРИКС, государств — членов Шанхайской организации сотрудничества и государств — участников Содружества Независимых Государств.
Соревнования будут проводиться с 19 по 31 августа 2023 года.
С 16 декабря 2022 года организацию соревнований осуществляет автономная некоммерческая организация «Исполнительная дирекция „Универсиада-2023“».

#### Церемония открытия
Церемония открытия фестиваля состоялась 20 августа 2023 года.

#### Расписание[13]
| Вид спорта / Дата                | 19 Сб день 0 | 20 Вс день 1 | 21 пн День 2 | 22 Вт День 3 | 23 Ср День 4 | 24 Чт День 5 | 25 Пт День 6 | 26 Сб День 7 | 27 Вс День 8 | 28 Пн День 9 | 29 Вт День 10 | 30 Ср День 11 | 31 Чт День 12 |     |
| -------------------------------- | ------------ | ------------ | ------------ | ------------ | ------------ | ------------ | ------------ | ------------ | ------------ | ------------ | ------------- | ------------- | ------------- | --- |
| Бадминтон                        | –            | –            |              |              | 1            |              |              | 5            | –            | –            | –             | –             | –             | 6   |
| Баскетбол 3x3                    | –            | –            | –            | –            | –            | –            | –            | –            | –            |              |               | 2             | –             | 2   |
| Бокс                             |              |              |              |              |              | 25           | –            | –            | –            | –            | –             | –             | –             | 25  |
| Волейбол                         | –            | –            | –            | –            | –            |              |              |              |              |              | 1             | 1             | –             | 2   |
| Дзюдо                            | –            | –            | 7            | 7            | 2            | –            | –            | –            | –            | –            | –             | –             | –             | 16  |
| Футзал                           |              |              |              |              | 2            | –            | –            | –            | –            | –            | –             | –             | –             | 2   |
| Настольный теннис                | –            | –            | –            | –            |              |              | 2            | 1            | 2            | 2            | –             | –             | –             | 7   |
| Плавание                         | –            | –            | –            | 4            | 9            | 5            | 8            | 5            | 11           | –            | –             | –             | –             | 42  |
| Прыжки в воду                    | –            | –            | 2            | 2            | 2            | 3            | –            | –            | –            | –            | –             | –             | –             | 9   |
| Самбо                            | –            | –            | –            | –            | –            | –            | –            | 7            | 7            | 7            | –             | –             | –             | 21  |
| Борьба                           | –            | –            |              | 10           |              | 10           |              | 10           | –            | –            | –             | –             | –             | 30  |
| Теннис                           | –            | –            |              |              |              | 1            |              | 2            | 2            | –            | –             | –             | –             | 5   |
| Тхэквондо                        | –            | –            | –            | –            | –            | –            | –            | –            | –            | –            | 8             | 8             | 2             | 18  |
| Гимнастика                       | –            | –            | –            | –            | –            | –            | –            | –            | –            |              | 6             | 6             | –             | 12  |
| Общее количество медалей за день | 0            | 0            | 9            | 23           | 16           | 44           | 10           | 30           | 22           | 9            | 15            | 17            | 2             | 197 |

## Виды спорта
В рамках Международного фестиваля университетского спорта разыграют 197 комплектов наград в 14 видах спорта:
1. Бадминтон (см. подробнее);
2. Настольный теннис (см. подробнее);
3. Теннис (см. подробнее);
4. Художественная гимнастика (см. подробнее);

- Боевые искусства:

1. Бокс (см. подробнее);
2. Спортивная борьба (см. подробнее);
3. Дзюдо (см. подробнее);
4. Самбо (см. подробнее);
5. Тхэквондо (см. подробнее);

- Водные виды спорта:

1. Плавание (см. подробнее);
2. Прыжки в воду (см. подробнее);

- Командные виды спорта:

1. Баскетбол 3x3 (см. подробнее);
2. Волейбол (см. подробнее);
3. Мини-футбол (см. подробнее);

## Страны-участницы
| 36 стран-участниц |
| --- |
| 1. Азербайджан 2. Ангола 3. Аргентина 4. Армения 5. Афганистан 6. Бангладеш 7. Бруней 8. Беларусь 9. Бразилия 10. Венесуэла 11. Вьетнам 12. Гватемала 13. Зимбабве 14. Индия 15. Индонезия 16. Ирак 17. Иран 18. Казахстан 19. Кыргызстан 20. Китай 21. Куба 22. Мексика 23. Монголия 24. Нигерия 25. Пакистан 26. Россия (Страна-организатор) 27. Сербия 28. Сирия 29. Таджикистан 30. Таиланд 31. Турция 32. Уганда 33. Узбекистан 34. Шри-Ланка 35. Эквадор 36. Южная Осетия |

## Спортивные объекты
Новые спортивные объекты: 
- Дворец самбо. Срок сдачи — 2023 год.
- Дворец дзюдо. Срок сдачи — 2023 год.
- Дворец водных видов спорта — 2023 год.
- Академия тенниса «Гринвич» — уже в эксплуатации.
- Центр художественной гимнастики. Срок сдачи — 2022 год.
- Футбольное поле с беговыми дорожками на территории деревни
- Спортивный центр «Уральской футбольной академии»
- Академия волейбола имени Николая Карполя. Срок сдачи — 2020 год.

Готовые спортивные объекты: 
- «Екатеринбург Арена»
- Стадион «Калининец»
- «Екатеринбург-Экспо»
- Академия единоборств РМК
- Стадион УрФУ
- Футбольное поле «Урал»
- Футбольное поле «Химмаш»
- Легкоатлетический манеж «Урал»
- Дворец спорта УГМК
- Ледовая арена им. А. А. Козицына
- КРК «Уралец»
- Большой бассейн «Юность»
- Спортивный гимнастический зал «Юность»

## Деревня
Деревня находится на территории перспективного района Новокольцовский города Екатеринбурга и будет находиться в непосредственной близости с Екатеринбург-Экспо.
В деревне будут проживать 11585 человек. Этажность зданий — 15. Общая площадь жилой площади — 230 000 м². Размещение — 2 и 3 человека.

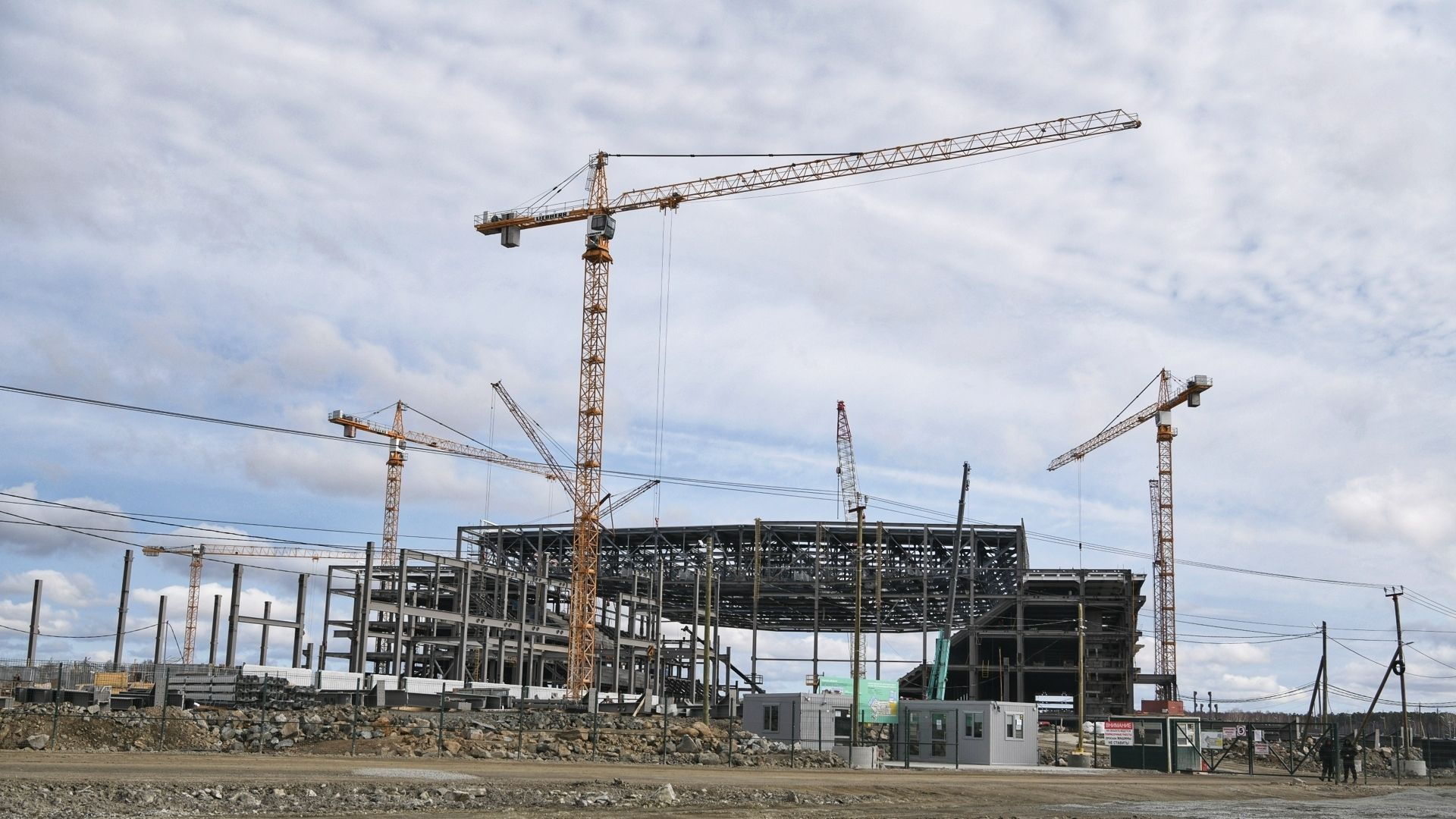
Строительство Дворца водных видов спорта в Екатеринбурге, 2021 год

На территории деревни будут построены медицинский центр площадью 7911 м², общественный центр площадью 32 000 м², офисы делегаций, прачечные.
Дополнительно будут возведены учебные корпуса: института экономики и управления площадью 52 415 м², института информационных технологий УрФУ площадью 65 200 м², специализированный учебно-научный центр с учебными корпусами и общежитиями площадью 68 635 м².
13 мая 2020 года и. о. председателя Правительства Российской Федерации Андрей Белоусов утвердил единственным застройщиком территории деревни компанию АО «Синара-Девелопмент».
26 декабря 2022 года получено разрешение на ввод в эксплуатацию общежитий № 1 и 2.
13 апреля 2023 года был открыт Дворец водных видов спорта.
26 июня 2023 года введены в эксплуатацию медицинский и общественный центры.
18 августа 2023 года деревня официально была открыта.